# MONTHLY GOLF
『MONTHLY GOLF』（マンスリー・ゴルフ）は、ゴルフネットワークとBSテレ東で放送されているゴルフ情報番組。

## 概要
国内のゴルフ4団体（日本ゴルフ協会、日本プロゴルフ協会、日本ゴルフツアー機構、日本女子プロゴルフ協会）と、ゴルフネットワーク、日本経済新聞社、エネット（旧：エンジンネットワーク）の7団体の共同制作により、2005年10月に開始された。
国内の男女ゴルフツアーの結果やゴルフ界のトピックス、またゴルフ4団体がそれぞれに企画したコーナーなどで構成されている。
当初は1時間番組であったが、2008年5月よりツアーの結果を伝える部分が、「MONTHLY GOLF TOUR NEWS」として独立し、現在はそれぞれ30分番組となっている（ただしゴルフネットワークの放送では、2番組がセットで放送され、実質1時間番組の形となっている）。
制作に日経新聞が関わり、BSジャパンで放送されていることもあって、番組は当初よりハイビジョン制作となっており、ゴルフネットワークではレターボックスサイズで放送されている。
さらに現在は、テレビ東京とゴルフダイジェスト・オンラインの合弁会社である、テレビ東京ゴルフダイジェスト・オンラインLLC合同会社が運営するゴルフ情報サイト「テレビ東京ゴルフオンライン」でも、番組の一部が無料で配信されている。